# Wagneriala sinuata
Wagneriala sinuata är en insektsart som först beskrevs av Then 1897.  Wagneriala sinuata ingår i släktet Wagneriala och familjen dvärgstritar. Inga underarter finns listade i Catalogue of Life.